# Festival UNITED
Festival UNITED je třídenní multižánrový křesťanský hudební festival pořádaný od roku 2011 na Vsetíně (okres Vsetín). Kromě hudebních vystoupení program zahrnuje tematické semináře, workshopy, festivalové městečko, poradenskou a modlitební službu, filmové projekce, divadelní představení, sportovní aktivity, taneční vystoupení a program pro děti.
V prvních pěti ročnících se hlavní festivalová scéna nacházela v Domě kultury, odkud se v roce 2016 přesunula na vsetínské Dolní náměstí.
V roce 2020 se z důvodu pandemie konal pouze online a o rok později se uskutečnil ve třech městech – Plzeň, Litomyšl a Vsetín.
K zahraničním hostům se řadí skupiny a interpreti: Altarive, Bluetree, Circle Ends, Daniel Levi, Divine Attraction, DJ Galactus Jack, HB, Elle Limebear, Faith Child, Four Kornerz, Frühstück, GŁYk P.I.K Trio, Hillsong London, Christafari, Insalvation, Jessie Dipper, Kate Kalvach, Kutless, LIN D, Lucy Grimble, LZ7, Maleo Reagge Rockers, Martin Smith, Mate.O/TU, Nomads + Natives, October Light, Paul Colman, Pantokrator, Reilly, Symphony of Nations, The Violet Burning, Verra Cruz a Worship Central.
Z českých a slovenských kapel se na festivalu představili: Adam Bubik, Adonai, Adorare, Alive, Azimuth, BCC Worship, Deep Inside, Donebevolající, ESPÉ, Eva Henychová, Ezyway, Godzone, Isaac Records, Jedním srdcem, Kalwich, Láďa Křížek, Lámačské chvály, Maranatha Gospel Choir, Melodive, Nenadarmo, Miriam Kaiser, Oboroh, Pavel Helan, Roman Patočka, Runaway My Son, Safenat Paneach, Simona Martausová, The Neons, Timothy, Tow Meot, Tretí deň, Way to go a další.
Jako řečníci a vedoucí seminářů vystoupili: Alexandr Flek, Andrea Jarošová, Benedikt Tomáš Mohelník, Dalimil Staněk, Dan Drápal, David Patty, David Novák, Dita Targoszová, Hana Pinknerová, Jakub Limr, Jan Sokol, Janette Oubrechtová, Jiří Unger, Kateřina Lachmanová, Kateřina Vávrová, Ladislav Heryán, Lukáš Targosz, Marek Macák, Marek Orko Vácha, Mikuláš Kroupa, Mikuláš Vymětal, Ondřej Szturz, Pavel Fischer, Pavel Hošek, Pavel Raus, Petr Vizina, Stanislav Bubik, Tomáš Holub, Tomáš Petráček, Tomáš Řehák, Tomáš Sedláček, Josef Suchár a jiní.

## Historie
- 2011 (1. ročník), 25. – 27. srpna 2011, Vsetín, počet účastníků: cca 1 000, téma: "3pé"[1]
- 2012 (2. ročník), 23. – 25. srpna 2012, Vsetín, počet účastníků: 2 200, téma: "Dotknout se neviditelného"[2]
- 2013 (3. ročník), 22. – 24. srpna 2013, Vsetín, počet účastníků: 2 800, téma: "Jeden život"[3]
- 2014 (4. ročník), 21. – 23. srpna 2014, Vsetín, počet účastníků: 3 500, téma: "Znamení"[4]
- 2015 (5. ročník), 20. – 22. srpna 2015, Vsetín, počet účastníků: 3 600, téma: "Nespoutaný"[5]
- 2016 (6. ročník), 18. – 20. srpna 2016, Vsetín, počet účastníků: 4 000, téma: "Nesmrtelný"[6]
- 2017 (7. ročník), 24. – 26. srpna 2017, Vsetín, počet účastníků: 4 500, téma: "Nenahraditelný"[7]
- 2018 (8. ročník), 23. – 25. srpna 2018, Vsetín, počet účastníků: 5 000, téma: "Mezi námi"[8]
- 2019 (9. ročník), 22. – 24. srpna 2019, Vsetín, počet účastníků: 5 500, téma "Srdeční záležitost"[9]
- 2020 (10. ročník), 20. – 22. srpna 2020, on-line přenos[10]
- 2021 (11. ročník), 19. – 21. srpna 2021, Plzeň, Litomyšl, Vsetín, počet účastníků: 2 000, UNITED CITY[11]
- 2022 (12. ročník), 18. – 20. srpna 2022, Vsetín, počet účastníků: 3 500, téma: Opravdový[12]
- 2023, 22. dubna 2023, České Budějovice, UNITED city, počet účastníků: 700[13]
- 2023 (13. ročník), 17. – 19. srpna 2023, Vsetín, počet účastníků: 4 000, téma: Tady a teď[14]
- 2024, 20. dubna 2024, České Budějovice, UNITED city, počet účastníků: 600[15]
- 2024 (14. ročník), 22. – 24. srpna 2024, Vsetín, počet účastníků: 4 200, téma: Sám sebou[16]
- 2025, 26. dubna 2025, České Budějovice, UNITED city[17]
- 2025 (15. ročník), 21. – 23. srpna 2025, Vsetín[18]